# Eloy d’Amerval
Eloy d’Amerval (* um 1430 in Amerval (?), heute im Département Pas-de-Calais; † nach 1508) war ein franko-flämischer Komponist, Dichter, Sänger und Kleriker der frühen Renaissance.

## Leben und Wirken
Im Prolog zu seinem bekanntesten Gedicht behauptet Eloy d’Amerval, aus der Ortschaft Béthune im Departement Pas-de-Calais zu stammen, während sein Name auf die Ortschaft Amerval im gleichen Gebiet hindeutet. Direkt belegt ist weder sein Geburts- noch sein Sterbeort, und auch die Zeiten von Geburt und Tod waren bisher nur ungefähr und indirekt zu ermitteln. Gültige Belege über sein Wirken gibt es von den Jahren 1455 bis 1508. Die ersten Belege bezeugen, dass er vom 1. Mai 1455 bis zum 31. August 1457 als Tenor in der Kapelle von Herzog Ludwig von Savoyen († 1465) tätig war. In dieser Zeit war Guillaume Dufay dort der Chormeister. Eloy diente danach für den größten Teil seines Lebens in Institutionen, die mit dem französischen Königshof im Loire-Tal verbunden waren. Von 1464 bis 1465 wirkte er ebenfalls als Tenor in der Kapelle von Herzog Charles d’Orléans († 1465) in Blois. Ein von ihm selbst geschriebenes Dokument vom 25. Juni 1471 bezeugt eine Verbindung von ihm zur Stadt Orléans mit der Aussage, dass er zu diesem Datum bereits Meister der Chorknaben („maistre des enfants“) an der Kirche Saint-Aignan in dieser Stadt war. Die Vermutung, dass er in den 1470er Jahren in Mailand an der Sforza-Kapelle gedient hat, ist durch neuere Untersuchung widerlegt worden. In einem weiteren Beleg vom 14. September 1480 wird sein Name „Eligio de Amara Valle“ genannt mit der Funktion „maître de la psalette“; hier wird er von der Kollegiatkirche Saint-Hilarie-le-Grand in Poitiers beurlaubt, um ein Buch an die Basilika St. Martin in Tours zu bringen, das er selbst für diese Kirche geschrieben hat (der Inhalt dieses Buchs ist nicht bekannt). In St. Martin in Tours hatte zu dieser Zeit der Komponist Johannes Ockeghem das Amt des Schatzmeisters („tresoir“) inne.
Ab 1483 ist wieder seine Anwesenheit in Orléans belegt, hier als „magister puerorum“ an der Kathedrale Sainte-Croix. Aus dem Zahlungsregister dieser Kathedrale für 1483 geht hervor, dass Eloy eine mehrtextige Motette („en latin & en françois“) zum Jubiläumstag der Befreiung der Stadt von der englischen Besatzung durch Jeanne d’Arc (8. Mai 1429) geschrieben hatte. Diese Motette sollte während der Prozession zu dieser Feier gesungen werden („à la station qui se fait devant la porte Dunoise“). Eine Inventur der Kathedrale von Orléans im Jahr 1486 vermerkt den Besitz von zwei rot gebundenen Büchern, die von Eloy geschrieben wurden.
1504 war er als Priester inzwischen Kanoniker an der Kollegiatkirche von Châteaudun im Nordwesten von Orléans (südwestlich von Chartres). Aus diesem Dokument ergibt sich auch, dass er als Dichter und Komponist einige Zeit im Dienst von König Ludwig XII. von Frankreich (Sohn von Charles d’Orléans, Amtszeit 1498–1515) gestanden hat. Eine Akte vom 18. Januar 1505 bezeugt Eloy d’Amerval als Testamentsvollstrecker; dieses Dokument wurde unterschrieben von Guillaume d’Amerval, Priester und Vikar in Châteaudun und illegitimer Sohn von Eloy. Sein berühmtestes Gedicht, „Le livre de la deablerie“, schrieb Eloy 1508; König Ludwig XII. gewährte ihm die ausdrückliche Erlaubnis für die Veröffentlichung des Gedichts, welches dann im gleichen Jahr von Michel le Noir in Paris herausgegeben wurde. Der König bezahlte ihm ein besonderes Honorar für die vielen Jahre seines Dienstes, aber es ist nicht bekannt, wie lange der Komponist danach noch gelebt hat.

## Bedeutung
Die einzige erhalten gebliebene Komposition Eloys ist die Messe „Dixerunt discipuli“. In ihr verwendet er die ersten sieben Töne der Antiphon, die dem heiligen Martin von Tours gewidmet ist, und behandelt diese im Laufe der ganzen Komposition nach dem Prinzip der „Mensuralverwandlung“. Dabei nutzt er alle 16 Möglichkeiten, die dem Mensuralsystem innewohnen, indem er den verschiedenen species folgt, welche Johannes Tinctoris in seinem „Tractatus de regulari valori notarum“ beschrieben hat. Deshalb wird er auch von Tinctoris in seiner Schrift „Proportionale musices“ (1473) als auch von Franchinus Gaffurius in seiner Schrift „Practica musice“ (1496) als „in modis doctissimus“ (in Kirchentonarten Hochgelehrter) bezeichnet. Noch im darauffolgenden Jahrhundert war diese Messe Gegenstand theoretischer Diskussionen: Der Organist Giovanni de Legge bat in einem Brief vom 20. Dezember 1523 den Theoretiker G. Del Lago um eine Erläuterung zur Cantus-firmus-Behandlung in dieser Messe, und Del Lago fragte am 27. August 1539 P. Aaron brieflich nach genauen Erklärungen zu der unterschiedlichen Ordnung der erwähnten 16 species bei Tinctoris, John Hothby und Eloy d’Amerval.
In seinem langen Gedicht Le livre de la deablerie beschreibt Eloy einen Dialog zwischen Satan und Luzifer, in welchem diese schändliche Pläne schmieden; dieser Dialog wird regelmäßig durch den Autor unterbrochen mit Betrachtungen über irdische und himmlische Tugenden sowie nützlichen Informationen über die zeitgenössische Musikpraxis. Neben einer Aufzählung von Musikinstrumenten gibt Eloy auch eine Liste, wen er als große Komponisten seiner Zeit betrachtet. In diesem Gedicht sind sie Bewohner eines Paradieses, obwohl einige noch lebten, als das Gedicht 1508 entstand. Der betreffende Ausschnitt daraus lautet:
La sont les grans musiciens …

Comme Dompstable et du Fay …

Et plusieurs aultres gens de bien:

Robinet de la Magdalaine,

Binchoiz, Fedé, Jorges et Hayne,

Le Rouge, Alixandre, Okeghem,

Bunoiz, Basiron, Barbingham,

Louyset, Mureau, Prioris,

Jossequin, Brumel, Tintoris.
Eloy macht keine Liste von den Komponisten, die in der Hölle gelandet sind, aber verschiedene bekannte Komponisten, beispielsweise der notorisch eigensinnige Jacob Obrecht, wurden auffälligerweise nicht erwähnt.

## Überlieferte Werke
- Musik: Messe „Dixerunt discipuli“ zu fünf Stimmen
- Schriften: „Le livre de la deablerie“, erschienen Paris 1508 durch Michel le Noir